# Sétima Carta

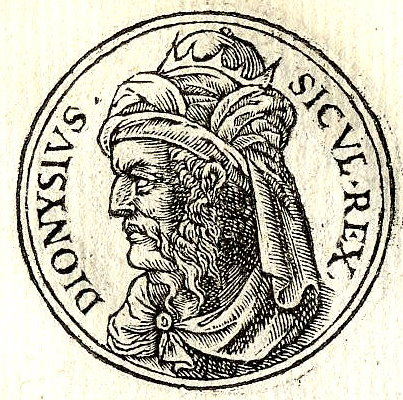
Dionísio I de Siracusa

A Sétima Carta ou Carta VII é uma epístola que a tradição atribui a Platão. É de longe a mais longa das epístolas de Platão e fornece um relato autobiográfico de suas atividades na Sicília como parte das intrigas entre Díon e Dionísio de Siracusa para a tirania de Siracusa. Ele também contém um interlúdio filosófico estendido sobre a possibilidade de escrever verdadeiras obras filosóficas e a teoria das formas. Supondo que a carta seja autêntica, ela foi escrita depois que Díon foi assassinado por Cálipo em 353 a.C. e antes que este fosse derrubado um ano depois.

## Autenticidade
De todas as cartas atribuídas a Platão, a Sétima Carta é amplamente considerada a única que pode ser autêntica. R. Ledger defende a sua autenticidade com base na análise de computador. Anthony Kenny também está inclinado a aceitá-la como genuína. As principais objeções à sua autenticidade envolvem a afirmação de que existem formas ou ideias de coisas artificiais, enquanto Aristóteles atribuiria a Platão a ideia de que existem formas ou ideias apenas de coisas naturais, bem como o fato de que o cenário supostamente histórico da carta parece improvável: a carta implica que os seguidores de Díon escreveram a Platão pedindo conselhos políticos práticos, ao mesmo insinuando que ele não era leal a Díon, que Cálipo teria permitido que a carta chegasse a Platão e que Platão respondera recontando detalhadamente a história recente a pessoas que se envolveram imediatamente nesses eventos, e incluído então em seus conselhos uma longa digressão sobre a teoria das formas. Esses problemas levaram R. G. Bury a concluir que a carta era uma carta aberta destinada a defender Platão aos olhos de seus colegas atenienses, em vez de ser enviada aos seguidores de Dion na Sicília; provavelmente nunca houve nenhuma carta deles para Platão, diz ele.
No entanto, a Sétima Carta foi recentemente argumentada como sendo espúria por proeminentes estudiosos como Malcolm Schofield, Myles Burnyeat, George Boas, Terence Irwin, e Julia Annas. Segundo Annas, a Sétima Carta é "uma produção tão pouco convincente que sua aceitação por muitos estudiosos é melhor vista como indicando a força de desejo deles de encontrar, por trás do distanciamento dos diálogos, algo, não importa o que, ao qual Platão é diretamente comprometido." Ainda assim, para fins biográficos Albin Lesky considera que "a discussão é prescindível, já que, ainda para quem ponha em dúvida a autenticidade total ou parcial da Carta, ela foi escrita pelo punho de alguém tão próximo de Platão que as informações nela contidas são fidedignas", assim também defendendo Debra Nails. Holger Thesleff considera que ela possui valor autêntico. Robin Waterfield afirma que a carta reúne um conjunto de fatores que a torna mais provavelmente da autoria de Platão e improvável de ser forjada. Vittorio Hösle, Hans Krämer e Konrad Gaiser também defendem sua autenticidade.
A descoberta recente do papiro milanês P.Worp 1, estimado de por volta da metade do século III a.C., contém trechos da Oitava Carta e leva à conclusão provável de que a Sétima Carta deve antecedê-la. Outra evidência é que o conhecimento por parte de Aristófanes de Bizâncio de circulação de cartas platônicas só poderia ser explicada por uma edição que teria sido editada no período da Antiga Academia. Há evidências de que o corpus tetralógico em que as epístolas platônicas se encontram presentes antecede ao corpus trilógico de Aristófanes de Bizâncio, o que indica uma transmissão que remete aos tempos da Academia em que Platão podia estar ainda vivo ou pouco tempo após sua morte. Desse modo, a transmissão autorizada pelos membros da Academia cronologicamente e ideologicamente próximos a Platão permite considerá-la autêntica de algum modo. A Sétima Carta pode ter tido, além do mais, seu legado preservado pelos membros posteriores da Academia quando foi imitada na alegada Epístola 31 de Platão a Filipe, que estilisticamente evidencia ter sido composta em uma data bastante inicial e que pode ter sido um manifesto político.

## Estrutura e resumo
A Sétima Carta aborda uma variedade de temas, nem sempre de maneira organizada. Este artigo segue Bury ao dividir seu resumo nas seções a seguir.

### Introdução (323d–326b)
Platão introduz assegurando aos seguidores de Díon que ele compartilha os objetivos políticos de Díon. Ele então diz como ele veio a manter suas opiniões sobre política, contando sua infância e desilusão política na sequência das Trinta Tiranos e do julgamento de Sócrates.

### Primeira visita à Sicília (326b–328d)
Platão fala de sua primeira visita a Siracusa, onde fez amizade com Díon durante o reinado de Dionísio, o Velho. Dionísio, o Velho, morreu depois que Platão voltou para casa e Díon pediu que ele educasse o jovem Dionísio, que havia ascendido à tirania, com o objetivo de transformá-lo em um rei filósofo.

### Segunda visita à Sicília (328d–330b)
Platão explica que ele concordou com a proposta de Díon para que ele não parecesse um mau amigo e ou como se não se importasse com a reputação da filosofia, mas a visita acabou sendo um fracasso. Díon caiu das boas graças de Dionísio devido às calúnias dos cortesãos; O próprio Platão ficou sob suspeita de tentar derrubar Dionísio. Ele continuou tentando dar bons conselhos ao tirano, no entanto.

### Os limites do conselho (330c–331d)
Platão deixa de fora a narrativa histórica, mas antes de dar seu conselho aos amigos e seguidores de Dion, ele observa que não se deve tentar aconselhar aqueles que não seguirão bons conselhos. Não se deve dizer aos que não desejam ser virtuosos a melhor forma de satisfazer seus desejos cruéis, nem se deve obrigar os que não estão dispostos a ouvir.

### Os efeitos de tentar aconselhar Dionísio (331d–334c)
Platão aconselha os seguidores de Díon da mesma maneira que ele e Díon haviam aconselhado Dionísio, o Jovem. Eles tentaram lembrá-lo da infelicidade de seu pai, aconselhando-o a levar uma vida pessoal moderada e a fazer amizade com bons homens. Esse conselho exigiria que ele renunciasse à companhia dos cortesãos que se beneficiavam de sua imoderação, de modo que conspiraram para difamar Díon, fazendo com que ele fosse exilado novamente. Díon voltou a admoestar Dionísio "por ação" (333b; isto é, à frente de um exército), mas os próprios siracuseanos acreditavam em calúnias de que Dion estava tentando se estabelecer como tirano e apoiaram o assassinato de Díon. Já que aqueles que assassinaram Díon eram atenienses, Platão defende Atenas, dizendo que o melhor amigo de Díon (ele mesmo) também era ateniense.

### Conselho atual de Platão (334c–337e)
Platão admoesta os destinatários com o mesmo conselho que ele e Díon haviam dado a Dionísio, o Jovem, isto é, abolir o despotismo na Sicília e estabelecer um governo constitucional em cada cidade com leis justas. Ele afirma que Dionísio vive uma vida ignóbil porque não deu ouvidos a esse conselho, enquanto Díon teve uma morte nobre porque o seguiu. Díon teria governado por lei. Platão aconselha seus seguidores a evitar conflitos partidários, viver moderadamente e não buscar represálias na hora da vitória. Como a ordem política ideal de governo de um rei filósofo agora é impossível, diz ele, deixe acontecer o segundo melhor tipo de governo, baseado na lei.

### Entre a segunda e a terceira visita de Platão à Sicília (337e–340b)
Platão retoma sua narrativa histórica de onde ele havia parado. A Guerra obrigou Platão a deixar a Sicília durante sua segunda visita lá. Antes de permitir que ele partisse, Dionísio havia obtido a promessa de que Platão retornaria quando as hostilidades cessassem e Platão concordou com a condição de que Díon fosse retirado do exílio. Díon não foi chamado de volta e Platão relutou em retornar, mas foi persuadido por Díon e por Arquitas de Tarento da prudência de fazê-lo, especialmente porque se dizia que o próprio Dionísio estava interessado em filosofia novamente.

### Terceira visita à Sicília (340b–341a)
Ao chegar, Platão decidiu testar se o apego de Dionísio à filosofia era genuíno, informando-o dos vários estudos preparatórios desinteressantes que ele precisaria realizar.

### Digressão longa sobre asFormas(341b–345c)
Dionísio afirmou já ser um especialista em filosofia e, portanto, acabou sendo um mau aluno, afirma Platão. Platão afirma que Dionísio era um impostor, pois havia escrito um tratado metafísico que afirmava ser superior às palestras de Platão. Platão pôde afirmar que Dionísio era um impostor porque a verdade sobre a metafísica não poderia ser expressa por escrito e considerou que todos os que conhecem a verdade sabem disso; portanto, se Dionísio pensava que havia expressado a verdade sobre a metafísica por escrito, ele não sabia a verdade.
A explicação de Platão sobre por que as verdades mais profundas não podem ser expressas na forma escrita é famosamente obscura. Antes de se alcançar a "coisa que é cognoscível e verdadeira" (gnōston te kai alēthes), é preciso ter apreendido o "nome", "definição" (logos), "imagem" e "conhecimento" (epistēmē). Nome e relato são abordados através de descrição verbal, enquanto a percepção sensorial percebe a imagem. A pessoa alcança o conhecimento apenas a partir da combinação de descrição verbal e percepção sensorial, e é preciso ter conhecimento antes de atingir o objeto do conhecimento (que Platão chama simplesmente de "o Quinto", nome, definição, imagem e conhecimento sendo "o Quatro"). Além disso, o Quinto difere do que é sensível e das expressões verbais dele. O nome e a definição fornecem a "qualidade" de uma coisa (to poion), mas não sua "essência" ou "ser" (to on - o ente). Além disso, eles são semelhantes às percepções dos sentidos, pois são sempre variáveis e relativos, não fixos. Como resultado, o aluno que tenta entender o Quinto através de nome, definição, imagem e conhecimento fica confuso; ele busca a essência, mas sempre acha a qualidade intrometida. Somente certos tipos de estudantes podem examinar os Quatro, e mesmo assim a visão do Quinto surge de repente (exaiphnes).
Já que é assim que a filosofia é conduzida, nenhuma pessoa séria jamais tentaria ensinar doutrinas filosóficas sérias em um livro ou ao público em geral. A motivação de Dionísio por ter escrito um texto filosófico deve ter sido um desejo de glória. De fato, ele recebeu apenas uma palestra sobre metafísica de Platão.

### Reinício da narrativa da terceira visita (345c–350b)
Dionísio abusou de Platão de várias maneiras durante sua terceira visita a Siracusa. Ele prometeu enviar a Díon as receitas de sua propriedade na Sicília, mas renegou. Platão, em resposta, ameaçou sair e só foi aplacado quando Dionísio propôs um compromisso; Platão concordou em permanecer apenas até Díon responder. Antes que isso acontecesse, no entanto, Dionísio vendeu a propriedade de Díon a preço baixo, nomeou-se o diretor da metade dos lucros em nome do filho de Díon e deixaria Platão levar apenas a outra metade para Díon no exílio. Além disso, a temporada de navegação já havia terminado e, portanto, Platão foi forçado a permanecer em Siracusa de qualquer maneira.
Enquanto isso, as tentativas de Dionísio de cortar o pagamento dos mercenários que apoiavam seu governo provocaram um motim que foi atribuído a Heracleides, o líder do partido democrático em Siracusa. Teodotes convenceu Dionísio na presença de Platão a permitir que Heracleides deixasse a cidade em paz, mas Dionísio usou isso apenas para expulsá-lo do esconderijo. Quando Dionísio afirmou nunca ter feito nenhuma promessa de deixá-lo ir, Platão falou com franqueza e afirmou que sim.
Como resultado, Dionísio encontrou um pretexto para expulsar Platão do palácio (onde ele estava alojado) e alojá-lo nos aposentos dos soldados. Ele então alegou que as visitas de Teodotes a Platão eram um sinal de que ele estava conspirando com seus inimigos. Platão implorou a Arquitas, que persuadiu Tarento a enviar um navio para ele.

### Invasão e assassinato de Dion (350b-351e)
Depois de deixar a Sicília pela terceira e última vez, Platão viajou para Olímpia, onde encontrou Díon se preparando para a guerra. Díon pediu seu apoio a Platão, mas ele recusou, alegando que ele havia sido um hóspede na casa de Dionísio e que não apreciava os problemas que seriam causados por uma guerra civil. De qualquer maneira, Díon invadiu e foi bem sucedido. Platão elogia Díon, alegando que ele buscava poder apenas para o bem comum. Díon caiu, ele diz, porque subestimou a crueldade dos homens aos quais se opunha.

### Conclusão (351e–352a)
Platão explica por que ele entrou em detalhes sobre sua terceira visita, apesar de já ter dado seu conselho sobre como os seguidores de Díon deveriam proceder. Ele desejava, diz ele, defender-se das difamações que haviam circulado sobre seus motivos e ações.